# Дителлурид неодима
Дителлурид неодима — неорганическое соединение
неодима и теллура
с формулой NdTe2,
серые кристаллы.

## Получение
- Сплавление стехиометрических количеств чистых веществ:

{\displaystyle {\mathsf {Nd+2Te\ {\xrightarrow {1250^{o}C}}\ NdTe_{2}}}}

## Физические свойства
Дителлурид неодима образует серые кристаллы
тетрагональной сингонии,
пространственная группа P 4/nmm,
параметры ячейки a = 0,4405 нм, c = 0,9008 нм.